# Почесні громадяни Марганця
Звання «Почесний громадянин міста Марганець» присвоюється громадянам, які мають визначні заслуги у соціальному, економічному та культурному розвитку міста, зробили значний внесок у громадсько-політичне життя територіальної громади міста, прославили місто за його межами.

## Порядок присвоєння звання
Підставою для розгляду питання про присвоєння звання «Почесний громадянин міста Марганець» є подання керівників підприємств, організацій, установ міста, міських об’єднань громадян.
Звання «Почесний громадянин міста Марганець» може бути присвоєно жителям інших населених пунктів України, громадянам інших держав.
Висновок про присвоєння звання «Почесний громадянин міста Марганець» робиться комісією Марганецької міської ради.
Присвоєння звання «Почесний громадянин міста Марганець» оформляється рішенням виконкому Марганецької міської ради, яке затверджується міською радою, на підставах висновку комісії міської ради, що базується на відповідному поданні.
Громадянину, якому присвоєно звання «Почесний громадянин міста Марганець», за урочистих обставин особисто міським головою м. Марганця вручається Посвідчення та Диплом Почесного громадянина, Знак Почесного громадянина спеціального зразка.
Про присвоєння звання «Почесний громадянин міста Марганець» робиться офіційне повідомлення у засобах масової інформації, засновником яких є Марганецька міська рада.

## Почесні громадяни
|    | Прізвище, ім'я, по батькові     | Дата присвоєння |
| -- | ------------------------------- | --- |
| 1  | Каїрський Микола Миколайовичч   | Звання «Почесний громадянин м.Марганець» присвоєно рішенням Марганецької міської ради в 1967 році.                              |
| 2  | Андріашин Іван Антонович        | Звання «Почесний громадянин м.Марганець» присвоєно рішенням Марганецької міської ради в 1968 році.                              |
| 3  | Мостовой Іван Іванович          | Звання «Почесний громадянин м.Марганець» присвоєно рішенням Марганецької міської ради в 1968 році.                              |
| 4  | Самотєйкін Віктор Федорович     | Звання «Почесний громадянин м.Марганець» присвоєно рішенням Марганецької міської ради від 23 травня 1995 р. №68-VII/ХХІІ.       |
| 5  | Крамар Анатолій Ілларіонович    | Звання «Почесний громадянин м.Марганець» присвоєно рішенням Марганецької міської ради від 23.05.1995 р. №. 68-VII/ХХІІ.         |
| 6  | Чухненко Степан Григорович      | Звання «Почесний громадянин м.Марганець» присвоєно рішенням Марганецької міської ради від 23.05.1995 р. № 68-VII/ХХІІ.          |
| 7  | Вітько Іван Кузьмич             | Звання «Почесний громадянин м.Марганець» присвоєно рішенням Марганецької міської ради від 08.09.1998 р. № 71 – VII/XXIII.       |
| 8  | Молодець Іван Миколайович       | Звання «Почесний громадянин м.Марганець» присвоєно рішенням Марганецької міської ради від 08.09.1998 року № 71 – VII/XXIII.     |
| 9  | Китаєв Михайло Іванович         | Звання «Почесний громадянин м.Марганець» присвоєно рішенням Марганецької міської ради від 08.09.1998 року № 71 – VII/XXIII.     |
| 10 | Веретельник Леонід Васильович   | Звання «Почесний громадянин м.Марганець» присвоєно рішенням Марганецької міської ради від 07.09.1999 року №239 – XVIII/XXIII.   |
| 11 | Дончик Микола Данилович         | Звання «Почесний громадянин м.Марганець» присвоєно рішенням Марганецької міської ради від 28.11.2000 року № 461 – XXXIII/XXIII. |
| 12 | Бідняк Григорій Прокопович      | Звання «Почесний громадянин м.Марганець» присвоєно рішенням Марганецької міської ради від 07.08.2001 № 622-ХХХХ/ХХІІІ.          |
| 13 | Сердюк Андрій Михайлович        | Звання «Почесний громадянин м.Марганець» присвоєно рішенням Марганецької міської ради від 07.08.2001 № 622-ХХХХ/ХХІІІ.          |
| 14 | Сидоров Олексій Сергійович      | Звання «Почесний громадянин м.Марганець» присвоєно рішенням Марганецької міської ради від 07.08.2001 № 622-ХХХХ/ХХІІІ.          |
| 15 | Дулінов Анатолій Іванович       | Звання «Почесний громадянин м.Марганець» присвоєно рішенням Марганецької міської ради від 05.08.2004 року № 537/2-25/XXIV.      |
| 16 | Качур Володимир Опанасович      | Звання «Почесний громадянин м.Марганець» присвоєно рішенням Марганецької міської ради від 05.08.2004 року №537/2-25/XXIV.       |
| 17 | Осадчий Володимир Петрович      | Звання «Почесний громадянин м.Марганець» присвоєно рішенням Марганецької міської ради від 26.04.2005 року №676-36/IV.           |
| 18 | Єрьоменко Раїса Порфирівна      | Звання «Почесний громадянин м.Марганець» присвоєно рішенням Марганецької міської ради від 14.09.2007 року № 463-21/V.           |
| 19 | Білозьоров Адольф Володимирович | Звання «Почесний громадянин м.Марганець» присвоєно рішенням Марганецької міської ради від 29.05.2008 року №696 – 28 / V.        |
| 20 | Зозуля Валентина Іванівна       | Звання «Почесний громадянин м.Марганець» присвоєно рішенням Марганецької міської ради від 29 травня 2008 року № 697-28/5.       |
| 21 | Павленко Микола Дмитрович       | Звання «Почесний громадянин м.Марганець» присвоєно рішенням Марганецької міської ради від 29 травня 2008 року № 698-28/5.       |
| 22 | Рой Олександр Іванович          | Звання «Почесний громадянин м.Марганець» присвоєно рішенням Марганецької міської ради від 18 вересня 2008 року № 872-30/5.      |
| 23 | Кирса Микола Захарович          | Звання «Почесний громадянин м.Марганець» присвоєно рішенням Марганецької міської ради від 18 вересня 2008 року № 873-30/5.      |
| 24 | Качко Валерій Васильович        | Звання «Почесний громадянин м.Марганець» присвоєно рішенням Марганецької міської ради від 25 грудня 2012 року № 1082-43/5.      |
| 25 | Логінова Світлана Яківна        | Звання «Почесний громадянин м.Марганець» присвоєно рішенням Марганецької міської ради від 25 грудня 2012 року № 1083-43/5.      |
| 26 | Таран Іван Федорович            | Звання «Почесний громадянин м.Марганець» присвоєно рішенням Марганецької міської ради від 19 вересня 2013 року № 1378-47/6.     |
| 27 | Єгорова Тамара Іванівна         | Звання «Почесний громадянин м.Марганець» присвоєно рішенням Марганецької міської ради від 26 грудня 2013 року № 1509-49/6.      |
| 28 | Чекубаш Олександр Дмитрович     | Звання «Почесний громадянин м.Марганець» присвоєно рішенням Марганецької міської ради від 20 лютого 2014 року № 1557-50/6.      |
| 29 | Мандзій Ярослав Володимирович   | Звання «Почесний громадянин м.Марганець» присвоєно рішенням Марганецької міської ради від 28 серпня 2014 року № 1679-52/6.      |
| 30 | Войтенко Петро Михайлович       | Звання «Почесний громадянин м.Марганець» присвоєно рішенням Марганецької міської ради від 28 серпня 2014 року № 1680-52/6.      |
| 31 | Супрун Анатолій Іванович        | Звання «Почесний громадянин м.Марганець» присвоєно рішенням Марганецької міської ради від 25 лютого 2016 року № 167-5/7.        |
| 32 | Столяренко Григорій Федорович   | Звання «Почесний громадянин м.Марганець» присвоєно рішенням Марганецької міської ради від 25 серпня 2016 року № 442-13/7.       |
| 33 | Антоненко Анатолій Олексійович  | Звання «Почесний громадянин м.Марганець» присвоєно рішенням Марганецької міської ради від 25 серпня 2016 року № 442-13/7.       |
| 34 | Кравченко Павло Олександрович   | Звання «Почесний громадянин м.Марганець» присвоєно рішенням Марганецької міської ради від 25 серпня 2016 року № 442-13/7.       |